# Kfz-Kennzeichen (Westsahara)
In der Demokratischen Arabischen Republik Sahara werden eigene Kfz-Kennzeichen vergeben.

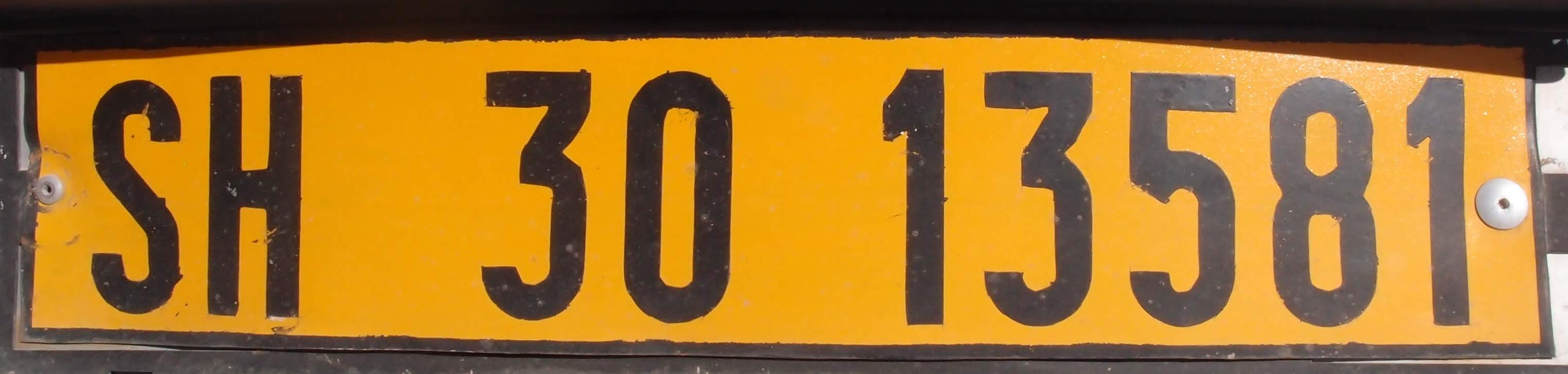
Kfz-Kennzeichen der Westsahara

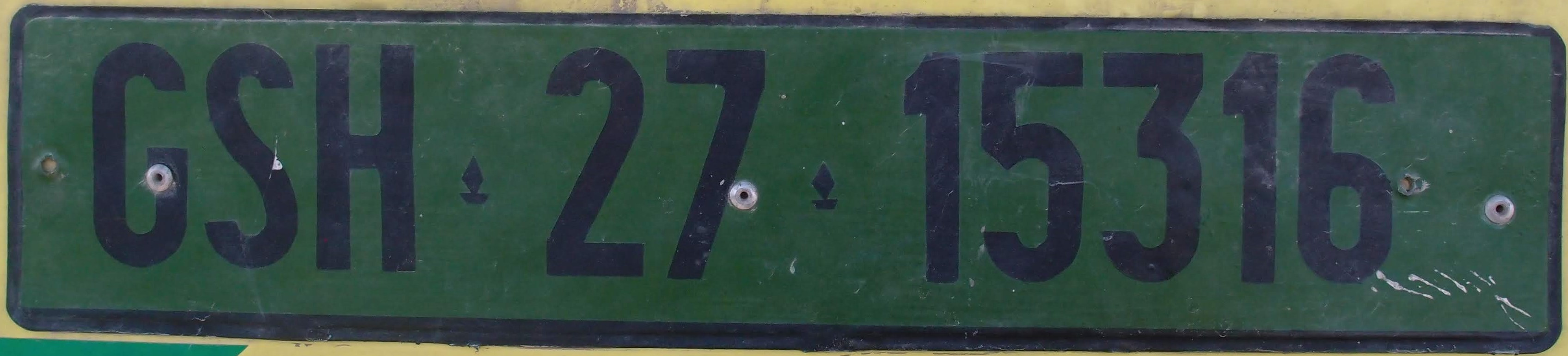
Regierungskennzeichen

Die Kennzeichen sind gelb mit schwarzer Schrift oder weiß mit schwarzer Schrift. Sie führen stets den Vorsatz SH, gefolgt von sechs Ziffern, wobei die ersten beiden durch eine Lücke von den restlichen getrennt dargestellt werden (SH xx xxxx). Fahrzeuge der Regierung sind ebenso aufgebaut, jedoch mit weißer Schrift auf grünem Grund und dem Vorsatz GSH (GSH xx xxxx).

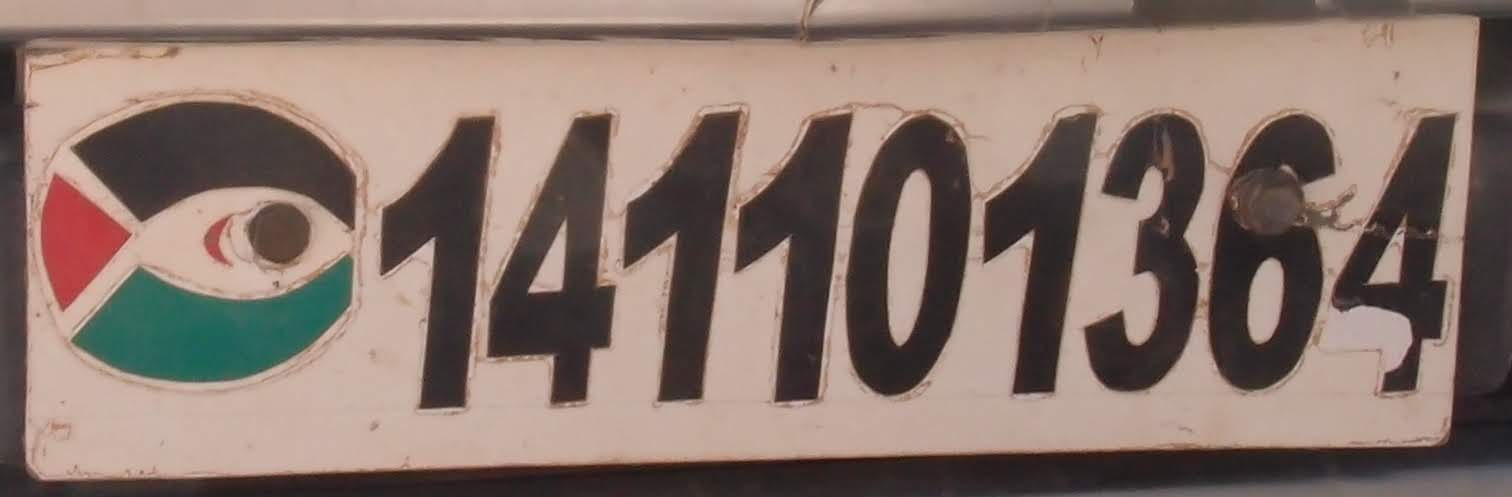
Sonderkennzeichen der Frente Polisario

Sonderkennzeichen führt der militärische Arm der Frente Polisario. In schwarzer Schrift auf weißem Grund stehen neun Ziffern.
Die Friedensmission der UN nutzt seit 1991 blaue Nummernschilder mit weißer Schrift. Sie haben den Vorsatz MIN, gefolgt von einem Bindestrich und drei Ziffern (MIN-xxx).
Der Staat Marokko, der die Westsahara für sich beansprucht und große Teile annektiert hat, vergibt für diese annektierten Teile eigene Kennzeichen mit zweistelligen Codes, die am Ende eines marokkanischen Kfz-Kennzeichens stehen, z. B. 69 für die Provinz Boujdour.